# Neaetha irreperta
Neaetha irreperta là một loài nhện trong họ Salticidae.
Loài này thuộc chi Neaetha. Neaetha irreperta được Wanda Wesołowska & Anthony Russell-Smith miêu tả năm 2000.